# Паук-скакач
Фамилија паукова-скакача (лат. Salticidae) обухвата више од 500 описаних родова и око 5.000 описаних врста, што је чини највећом фамилијом паукова, са уделом од 13% у свим врстама паукова. Паукови-скакачи имају веома изоштрено чуло вида, једно од најразвијенијих међу свим зглавкарима, и користе га за удварање, лов и навигацију кроз околину. Мада се већином крећу ненаметљиво и споро, већина врста која спада у ову фамилију може веома спретно да скаче, углавном приликом лова, или када су изложени некој изненадној претњи. Листолика плућа и трахеје код ових врста су добро развијени, и за дисање користе паралелно оба органа (бимодално дисање). Паукови-скакачи најлакше се разликују од осталих паукова по специфичном распореду очију. Сви паукови-скакачи имају четири пара очију, од којих је један пар (централни) много већи од осталих.

## Галерија
- Удварање подврсте
- Поглед на очи паука-скакача
- Парење мужјака и женке
- Поглед на очи паука-скакача